# رايموند رايت
رايموند رايت (بالإنجليزية: Raymond Wright)‏ هو مجدف أمريكي، ولد في 20 مايو 1947 في سياتل في الولايات المتحدة.

## وصلات خارجية
- رايموند رايت على موقع الاتحاد الدولي للتجديف (الإنجليزية)
- رايموند رايت على موقع أوليمبيديا (الإنجليزية)